# Conus wilsi
Espèce
Statut de conservation UICN

 DD  : Données insuffisantes
Conus wilsi est une espèce de mollusques gastéropodes marins de la famille des Conidae.
Comme toutes les espèces du genre Conus, ces escargots sont prédateurs et venimeux. Ils sont capables de « piquer » les humains et doivent donc être manipulés avec précaution, voire pas du tout.

## Description
La taille de la coquille atteint 30 mm.

## Distribution
Cette espèce est présente dans la Mer Rouge.

### Niveau de risque d’extinction de l’espèce
Selon l'analyse de l'UICN réalisée en 2011 pour la définition du niveau de risque d'extinction, cette espèce récemment décrite est présente dans la mer Rouge le long de la côte égyptienne. La localité type se trouve au sud de Quseir. Cette espèce n'est connue que par sa description et on ne sait rien de son écologie et de son habitat, y compris les profondeurs auxquelles elle se trouve. En tant que tel, les effets possibles des processus de menace ne peuvent pas être déterminés, de sorte que jusqu'à ce que des informations supplémentaires soient disponibles, l'espèce ne peut être considérée que comme insuffisamment documentée.

## Taxonomie

### Publication originale
L'espèce Conus wilsi a été décrite pour la première fois en 1998 par le malacologiste belge André Delsaerdt dans « Gloria Maris »,.

### Synonymes
- Conus (Rhizoconus) wilsi Delsaerdt, 1998 · appellation alternative
- Kioconus (Ongoconus) wilsi (Delsaerdt, 1998) · non accepté
- Rhizoconus wilsi (Delsaerdt, 1998) · non accepté